# 香港勵進會
香港勵進會（英語：Progressive Hong Kong Society），是香港一個已解散的政黨。勵進會由當時身兼行政局及立法局議員的譚惠珠創立。勵進會為一保守派政黨，並傾向支持中共政權的立場。
勵進會主張支持中英雙方切實履行《中英聯合聲明》，以及維持香港的繁榮及穩定。勵進會其後於參與兩次立法局選舉後，於1990年末合併到香港自由民主聯會中，譚惠珠改為擔任該會的副主席。勵進會著名的成員包括工商派政治人物田北俊、羅康瑞，以及後來的行政長官梁振英。

## 歷史
香港勵進會於1985年2月14日，即《中英聯合聲明》簽署後數月後成立，當時香港政府正準備進行主權移交前，提高香港民主化的改革。在行政立法兩局議員譚惠珠，以及在商人浦炳榮、郭志權、郭志桁等協力下，勵進會在擁有商業、專業、以及代表基層的跨界別代表下正式成立。勵進會主張在擁有廣泛階層的代表下，能照顧各階層的權益的大前提下，參與未來香港的事務。
1985年6月29日，勵進會舉行首次會議。譚惠珠被選為首任主席，郭志權為副主席，浦炳榮為秘書，郭志桁則為財政。執行委員會則包括簡福飴、李啟明、鄔維庸等人。在這個時候，勵進會共有131個會員。這些會員中，2個為基本法起草委員會委員、1個為全國政協委員、41個區議會議員、8個市政局及區域市政局議員、1個行政局議員、2個立法局議員、4個新界鄉議局成員、3個鄉事委員會委員，以及17個工會委員。當時，勵進會與香港最早的政黨香港公民協會成立了緊密的關係。
勵進會於其後獲得大量基層的支持，他們於是開始旗幟鮮明地與民主派議員展開競爭。1988年區議會選舉，勵進會派出了所有參政團體中最多的49人參選，當中高達41人當選。其餘還有11名勵進會成員獲得政府委任為區議員。1988年4月，勵進會舉行大會，再度選出譚惠珠連任主席，鍾沛林、楊福廣、郭志桁被選為副主席，而梁振英、何承天等成員被選入執行委員會。
1988年立法局選舉，勵進會在間接選舉中，勝出了八個議席，為立法局中第一大黨。
1990年，譚惠珠一同參與創立香港自由民主聯會，一保守親建制派政黨。大量勵進會成員參與了這個政黨，譚惠珠、郭志權成為該黨的副主席。自此，勵進會結束其政治生涯，並併入香港自由民主聯會內。

## 成員
- 黎敦義
- 陳濟強
- Chan Pun
- 陳坤耀
- 張人龍
- 鍾沛林
- 霍士傑
- 馮秉芬
- 馮國經
- 何承天
- 簡福飴
- 郭志桁
- 郭志權
- 林澤飄
- 利榮康
- 李啟明
- 梁振英
- 李鳳英
- 廖烈科
- 羅康瑞
- 伍建新
- 浦炳榮
- 潘志輝
- 蘇偉澤
- 譚惠珠
- 唐錦彪
- 王敏剛
- Wong Wai-hung
- 鄔維庸
- Veronica Wu
- 楊福廣
- 楊孝華